# Atentado en Zona Rosa de Bogotá de 2003
El atentado en Zona Rosa de Bogotá fue un ataque perpetrado por las guerrilla de las Fuerzas Armadas Revolucionarias de Colombia - Ejército del Pueblo (FARC-EP) el 15 de noviembre de 2003 en la Zona Rosa de la ciudad de Bogotá, Colombia.

## Atentado
Miembros de las Columna Móvil Teófilo Forero de las FARC-EP, lanzaron indiscriminadamente granadas de fragmentación en los restaurantes Bogotá Beer Company y al Restaurante Palos de Moguer, al parecer el blanco eran unos ciudadanos norteamericanos que se encontraban en el lugar y que presuntamente trabajaban para el Plan Colombia. Al explotar las granadas la universitaria Paola Martínez Ramírez de 25 años murió al instante, mientras que 73 personas resultaron heridas. Tres de los norteamericanos resultaron heridos, entre los que se encontraba Vance Vogli, de 43 años, piloto de una aerolínea comercial. Los heridos fueron evacuados a clínicas y hospitales del norte de Bogotá. la Policía Nacional de Colombia logró capturar al hombre que lanzó una de las granadas en el mismo sector. Una de las granadas no alcanzó a estallar.

## Reacciones
El presidente de Colombia, Álvaro Uribe condenó el atentado y culpó a la guerrilla de las FARC-EP, “Es una mezcla maldita de terrorismo y de droga que lo alimenta”. El alcalde de Bogotá, Antanas Mockus estuvo al tanto de las investigaciones e informó periódicamente a la prensa. Respecto al atentando declaró que "Esta es una acción absurda e injustificable”.

## Autoría y condenas
El 1 de octubre de 2008, el fiscal que sigue el caso del atentado señaló que existen méritos para acusar al jefe de la Columna Móvil Teófilo Forero, Hernán Darío Velásquez, alias ‘El Paisa', y Armando Losada Díaz, alias ‘El Abuelo', como coautores de homicidio agravado, tentativa de homicidio múltiple agravado, terrorismo, daño en bien ajeno y rebelión.
Por el atentado en la Zona Rosa, las guerrilleras de la Columna Móvil Teófilo Forero, Omaira Quintero Roa y María de Los Ángeles Borray alias "La Mona" fueron condenadas a 40 años de prisión, según sentencia del Juzgado Quinto Especializado de Bogotá. Mientras que Adolfo Toledo Medina fue sentenciado a 26 años de prisión.  El Tribunal Superior de Bogotá confirmó la pena contra alias “ La Mona ”, acusada por un fiscal de la Unidad Nacional Antiterrorismo por homicidio agravado, tentativa de homicidio agravado, terrorismo, daño en bien ajeno y rebelión.
La Fiscalía General de Colombia estableció que Vargas Borray cumplía funciones de "correo humano" de la Columna Móvil Teófilo Forero de las FARC-EP y entregó armas enviadas por el jefe de dicha organización, Hernán Darío Velásquez alias “El Paisa” para "perpetrar atentados contra ciudadanos extranjeros". El Juzgado Quinto Penal del Circuito Especializado de Bogotá (primera instancia), aseguró que aunque Vargas no participó directamente en el atentado si hizo labores de vigilancia para que los autores materiales pudieran cumplir su cometido. Para el Tribunal Superior el fiscal instructor probó que Vargas Borray "integraba el citado grupo subversivo y prestó su colaboración en el plan criminal en cuanto a la ubicación de los sitios más frecuentados por ciudadanos extranjeros y en la entrega de dinero y elementos a los encargados de la comisión material del atentado".